# Большевик (Нижегородская область)
Большевик — поселок в Большеболдинском районе Нижегородской области. Относится к Новослободскому сельсовету.

## География
Находится в южной части Нижегородской области на расстоянии приблизительно 24 километра по прямой на запад-юго-запад от села Большое Болдино, административного центра района.

## Население
Постоянное население составляло 270 человек (русские 96%) в 2002 году, 222 в 2010.